# Dendropsophus luteoocellatus
Dendropsophus luteoocellatus là một loài ếch thuộc họ Nhái bén.
Đây là loài đặc hữu của Venezuela.
Môi trường sống tự nhiên của chúng là rừng ẩm vùng đất thấp nhiệt đới hoặc cận nhiệt đới, vùng núi ẩm nhiệt đới hoặc cận nhiệt đới, đầm nước ngọt, vùng đồng cỏ, vườn nông thôn, rừng thoái hóa nghiêm trọng, hệ thống cống rãnh đô thị và ao.